# Льокьочьон
Льокьочьон (рос. Лёкёчён) — село у Вілюйському улусі Республіки Сахи Російської Федерації.
Населення становить 450 осіб. Належить до муніципального утворення Льокьочьонський наслег.

## Географія

### Клімат
У населеному пункті, як і в усьому районі, клімат різко континентальний, з тривалим зимовим і коротким літнім періодами. Взимку погода ясна, з низькими температурами. Стійкі холоду взимку формуються під дією великого антициклону, що охоплює північно-східні і центральні улуси. Середня місячна температура повітря в січні знаходиться в межах від -28˚С до -40˚С.
| Клімат Льокьочьона        | Клімат Льокьочьона | Клімат Льокьочьона | Клімат Льокьочьона | Клімат Льокьочьона | Клімат Льокьочьона | Клімат Льокьочьона | Клімат Льокьочьона | Клімат Льокьочьона | Клімат Льокьочьона | Клімат Льокьочьона | Клімат Льокьочьона | Клімат Льокьочьона | Клімат Льокьочьона |
| Показник                  | Січ.               | Лют.               | Бер.               | Квіт.              | Трав.              | Черв.              | Лип.               | Серп.              | Вер.               | Жовт.              | Лист.              | Груд.              | Рік                |
| Середній максимум, °C     | −34,9              | −29,1              | −14,8              | −1,5               | 9,7                | 19,9               | 23,4               | 19,5               | 9,8                | −4,6               | −23,5              | −32,2              | −4                 |
| Середня температура, °C   | −38,3              | −33,5              | −21,5              | −8,2               | 4,1                | 13,6               | 17,1               | 13,5               | 4,9                | −8,4               | −27,2              | −35,7              | −9                 |
| Середній мінімум, °C      | −41,6              | −37,9              | −28,2              | −14,9              | −1,4               | 7,3                | 10,8               | 7,5                | 0,1                | −12,1              | −30,8              | −39,2              | −15                |
| Норма опадів, мм          | 12                 | 8                  | 9                  | 11                 | 23                 | 41                 | 50                 | 44                 | 34                 | 25                 | 18                 | 15                 | 290                |
| ------------------------- | ------------------ | ------------------ | ------------------ | ------------------ | ------------------ | ------------------ | ------------------ | ------------------ | ------------------ | ------------------ | ------------------ | ------------------ | ------------------ |
| Джерело: climate-data.org |                    |                    |                    |                    |                    |                    |                    |                    |                    |                    |                    |                    |                    |

## Історія
Згідно із законом від 30 листопада 2004 року органом місцевого самоврядування є Льокьочьонський наслег.

## Населення
| 2002 | 2010 | 2012 | 2013 | 2014 | 2015 | 2016 |
| ---- | ---- | ---- | ---- | ---- | ---- | ---- |
| 400  | ↗428 | ↘425 | →425 | ↘416 | ↗428 | ↗434 |
| 2017 | 2018 |      |      |      |      |      |
| ↗449 | ↗450 |      |      |      |      |      |

## Економіка
У селі розвинене тваринництво (м'ясо-молочне скотарство, м'ясне табунне конярство).